# Liste der denkmalgeschützten Objekte in St. Wolfgang im Salzkammergut
Die Liste der denkmalgeschützten Objekte in St. Wolfgang im Salzkammergut enthält die 17 denkmalgeschützten, unbeweglichen Objekte der Marktgemeinde St. Wolfgang im Salzkammergut im oberösterreichischen Bezirk Gmunden.

## Denkmäler
| Foto |                 | Denkmal | Standort                                         | Beschreibung | Metadaten |
| ---- | --------------- | --- | ------------------------------------------------ | --- | --- |
| ja   | Datei hochladen | Bürgerhaus, Blindhaus / Stephan Schwarz Haus HERIS-ID: 38450 Objekt-ID: 38022                                 | Markt 2 Standort KG: St. Wolfgang                | Ein hoher schmaler Bau mit gotischem Kern und Kielbogenportal. Steinmetzzeichen zeigen die Jahreszahl 1523. An der Fassade im Erdgeschoß befinden sich Sgraffitos. Neben gemalten Fensterumrahmungen in den Obergeschoßen befindet sich ein markantes Marienbild an der Außenfassade, welches mit 1652 datiert ist. | BDA-Hist.: Q37981066 Status: Bescheid Stand der BDA-Liste: 2025-06-30 Name: Bürgerhaus, Blindhaus/ Stephan Schwarz Haus GstNr.: .83 Blindhaus/Stephan-Schwarz-Haus                                                    |
| ja   | Datei hochladen | Pfarrhof HERIS-ID: 98743 Objekt-ID: 114705                                                                    | Markt 18 Standort KG: St. Wolfgang               | | BDA-Hist.: Q37772636 Status: § 2a Stand der BDA-Liste: 2025-06-30 Name: Pfarrhof GstNr.: .429 |
| ja   | Datei hochladen | Bildstock HERIS-ID: 57555 Objekt-ID: 67740                                                                    | bei Markt 22 Standort KG: St. Wolfgang           | Der spätgotische Bildstock aus dem 16. Jahrhundert besteht aus einem Pfeiler mit Sockel und einem Tabernakel mit einer rundbogigen Öffnung. In der flachen Nische befindet sich eine stark verwitterte Darstellung des hl. Wolfgangs und der Inschrift „Heiliger Wolfgang bitt für uns“. Das Schopfwalmdach des Tabernakels ist mit Schindeln gedeckt und mit einem Kleeblattkreuz bekrönt. Der Bildstock ist außerdem von lokaler Bedeutung, da der Pilgerweg von St. Wolfgang zum Falkensteinkirche daran vorbei führt. | BDA-Hist.: Q38077249 Status: Bescheid Stand der BDA-Liste: 2025-06-30 Name: Bildstock GstNr.: 113 |
| ja   | Datei hochladen | Rathaus, Wagner oder Egelshuberhaus HERIS-ID: 91938 Objekt-ID: 106828                                         | Markt 28 Standort KG: St. Wolfgang               | | BDA-Hist.: Q37757101 Status: § 2a Stand der BDA-Liste: 2025-06-30 Name: Rathaus, Wagner oder Egelshuberhaus GstNr.: .77                                                                                               |
| ja   | Datei hochladen | Nischenbildstock HERIS-ID: 98784 Objekt-ID: 114749                                                            | vor Markt 150 Standort KG: St. Wolfgang          | | BDA-Hist.: Q37772698 Status: § 2a Stand der BDA-Liste: 2025-06-30 Name: Nischenbildstock GstNr.: 695/1 |
| ja   | Datei hochladen | Volksschule und Festsaal HERIS-ID: 98779 Objekt-ID: 114744                                                    | Markt 159 Standort KG: St. Wolfgang              | | BDA-Hist.: Q37772687 Status: § 2a Stand der BDA-Liste: 2025-06-30 Name: Volksschule und Festsaal GstNr.: .496 |
| ja   | Datei hochladen | Kath. Pfarrkirche hl. Wolfgang mit Umfassungsmauer und ehem. Friedhofsfläche HERIS-ID: 52591 Objekt-ID: 59811 | Standort KG: St. Wolfgang                        | Der Neubau der Kirche erfolgte ab 1414. Die bemerkenswerte spätgotische zweischiffige, netzrippengewölbte Hallenkirche besitzt eine bedeutende Einrichtung mit dem berühmten Altar von Michael Pacher. | BDA-Hist.: Q14541022 Status: § 2a Stand der BDA-Liste: 2025-06-30 Name: Kath. Pfarrkirche hl. Wolfgang mit Umfassungsmauer und ehem. Friedhofsfläche GstNr.: .2, 77/1 Sankt Wolfgang im Salzkammergut - parish church |
| ja   | Datei hochladen | Pilgerbrunnen HERIS-ID: 98739 Objekt-ID: 114700                                                               | Markt 1, bei Standort KG: St. Wolfgang           | Der Brunnen stammt von Lienhart Rännacher aus Passau und Peter Mülich aus dem Jahre 1515 und zeigt auf einem Pfeiler die Statue des hl. Wolfgang. Ein von vier Säulen getragener barocker Flachkuppelbau dient als Brunnenhäuschen. | BDA-Hist.: Q37772603 Status: § 2a Stand der BDA-Liste: 2025-06-30 Name: Pilgerbrunnen GstNr.: 77/1 Pilgerbrunnen, Sankt Wolfgang im Salzkammergut                                                                     |
| ja   | Datei hochladen | Evang. Pfarrkirche A.B. HERIS-ID: 98740 Objekt-ID: 114702                                                     | Standort KG: St. Wolfgang                        | Die evangelische Kirche wurde 1958 bis 1959 auf einem Ufergrundstück in der Nähe der Schafbergbahn-Talstation erbaut. | BDA-Hist.: Q23541947 Status: § 2a Stand der BDA-Liste: 2025-06-30 Name: Evang. Pfarrkirche A.B. GstNr.: .495 |
| ja   | Datei hochladen | Friedhofskapelle HERIS-ID: 98741 Objekt-ID: 114703                                                            | Standort KG: St. Wolfgang                        | Die einschiffige, zweijochige Kapelle wurde in den Jahren 1685 bis 1688 erbaut. Markant ist am Dachfirst ein hölzerner Dachreiter mit Zeltdach. | BDA-Hist.: Q37772617 Status: § 2a Stand der BDA-Liste: 2025-06-30 Name: Friedhofskapelle GstNr.: .157/2 |
| ja   | Datei hochladen | Friedhof christlich HERIS-ID: 98742 Objekt-ID: 114704                                                         | Au 143, bei Standort KG: St. Wolfgang            | | BDA-Hist.: Q37772626 Status: § 2a Stand der BDA-Liste: 2025-06-30 Name: Friedhof christlich GstNr.: 249/2, 248/7, .157/1 Sankt Wolfgang im Salzkammergut - cemetery                                                   |
| ja   | Datei hochladen | Nischenbildstock HERIS-ID: 98785 Objekt-ID: 114750                                                            | Markt 143, vor Standort KG: St. Wolfgang         | Der Bildstock wurde von Hofjäger Hans Traussnitz und seiner Gattin Ursula im Jahr 1633 gestiftet. | BDA-Hist.: Q37772706 Status: § 2a Stand der BDA-Liste: 2025-06-30 Name: Nischenbildstock GstNr.: 694/11 |
| ja   | Datei hochladen | Kalvarienbergkapelle mit Kreuzweg HERIS-ID: 98822 Objekt-ID: 114807                                           | Markt 162, in der Nähe Standort KG: St. Wolfgang | Die Kirche wurde 1837 errichtet. Die Fassade enthält eine von Franz Riedl neu geschaffene Statue des Schmerzensmannes. Die ursprüngliche durch Witterung beschädigte Statue musste in die Schatzkammer. Im Inneren befindet sich eine Kreuzigungsgruppe und außerhalb der Kirche das heilige Grab. Ein dazugehöriger Kreuzweg führt an fünf weiteren Kapellen vorbei, in denen Bilder verschiedener Künstler die einzelnen Stationen des Leidensweges Jesu Christi zeigen.                                                | BDA-Hist.: Q37772794 Status: § 2a Stand der BDA-Liste: 2025-06-30 Name: Kalvarienbergkapelle mit Kreuzweg GstNr.: .459, .95/3, .95/4, .95/5, .95/6, .95/7, .95/8                                                      |
| ja   | Datei hochladen | Schloss St. Wolfgang und ehem. Pfarrhof HERIS-ID: 38451 Objekt-ID: 38023                                      | Markt 1 Standort KG: St. Wolfgang                | Ein Vierflügelbau um einen Hof herum mit einem Verbindungsflügel zur Kirche, der aus spätgotischer Zeit stammt. In den Jahren 1695 bis 1697 wurde das Haus von Leonhard Endthofer aus Vöcklabruck umgebaut. Über dem Haupttor befindet sich eine barocke Statue des hl. Wolfgang aus dem Ende des 17. Jahrhunderts. | BDA-Hist.: Q37981070 Status: Bescheid Stand der BDA-Liste: 2025-06-30 Name: Schloss St. Wolfgang und ehem. Pfarrhof GstNr.: .1/2, .1/1                                                                                |
| ja   | Datei hochladen | Felsbildstation Kienbachklamm HERIS-ID: 46768 Objekt-ID: 48944                                                | Flur Kienbachklamm Standort KG: Wolfgangthal     | Die Felsbilder wurden 1938 entdeckt und 1992 dokumentiert (41 Fundstellen). Bei den Felsbildern sind häufig Radkreuze und Leitern dargestellt. Anmerkung: Großflächiges Areal, daher Standortangabe näherungsweise. | BDA-Hist.: Q38023588 Status: Bescheid Stand der BDA-Liste: 2025-06-30 Name: Felsbildstation Kienbachklamm GstNr.: 1287/18, 1287/6                                                                                     |
| ja   | Datei hochladen | Felsbildstation Lugberg HERIS-ID: 46841 Objekt-ID: 49108                                                      | Flur Lugberg Standort KG: Wolfgangthal           | Die Ritzzeichenfelsen befinden sich zum kleineren Teil in der weiteren Umgebung des Gipfels und häufen sich vor allem im niedrigen Ostteil des Lugbergs, dessen flache Hänge dort zum Rußbach abfallen. | BDA-Hist.: Q38024122 Status: Bescheid Stand der BDA-Liste: 2025-06-30 Name: Felsbildstation Lugberg GstNr.: 1249/1 |
| ja   | Datei hochladen | Müll unter der Danzerleithen HERIS-ID: 40491 Objekt-ID: 40432                                                 | Weinbach 10 Standort KG: Wolfgangthal            | | BDA-Hist.: Q37994721 Status: Bescheid Stand der BDA-Liste: 2025-06-30 Name: Müll unter der Danzerleithen GstNr.: .128                                                                                                 |